# Johan Vande Lanotte
Johan Cyrille Corneel Vande Lanotte (Poperinge, 6 juli 1955) is een Belgisch advocaat en voormalig politicus voor de sp.a. Hij was onder meer de burgemeester van Oostende, vicepremier en partijvoorzitter. Hij is tevens emeritus buitengewoon hoogleraar grondwettelijk recht en mensenrechten aan de Universiteit Gent. Hij is minister van Staat. 

## Levensloop

### Opleiding
Zijn middelbare studies volgde Johan Vande Lanotte aan het Sint-Stanislascollege in Poperinge. In 1974 trok hij naar de Universitaire Instelling Antwerpen, waar hij in 1978 met grote onderscheiding afstudeerde als licentiaat in de politieke en sociale wetenschappen. In 1981 kwam er een licentie in de rechten bij, opnieuw met grote onderscheiding, deze keer aan de Vrije Universiteit Brussel.
Vanaf 1986 doctoreerde hij in de rechtsgeleerdheid aan de Rijksuniversiteit Gent. Zijn dissertatie ging over decentralisatie in de Belgische politieke context en werd bekroond met de Prijs van het Belgisch Instituut voor Bestuurswetenschappen. In 1984 studeerde hij voor zijn doctoraat een jaar met de gerenommeerde Von Calckenbeurs van de Raad van Europa aan het Institut suisse de droit comparé in Lausanne. In 1985 kon hij voor zijn doctoraat met een beurs van het ministerie van Onderwijs naar de Universiteit van Rijsel. Zonder beurs deed hij nog de Universiteit van Leiden aan en met een NFWO-beurs kon hij naar de Université de Sherbrooke in de Canadese provincie Quebec. In 1987 werd hij voor een onderzoeksproject van het ministerie van Binnenlandse Zaken afgevaardigd naar de Universiteit van Amsterdam.

### Advocatuur
Vande Lanotte was van 1986 tot 1987 advocaat aan de balie van Gent en was nadien in 1989 adjunct-auditeur en in 1989-1990 auditeur bij de Raad van State.

### Academische loopbaan
Vande Lanotte was van 1988 tot 1991 docent recht aan de Vrije Universiteit Brussel. In 1991 werd hij buitengewoon hoogleraar grondwettelijk recht en mensenrechten aan de Rijksuniversiteit Gent. Hij werd in 1991 diensthoofd van het Vakgebied Grondwettelijk Recht aan de Universiteit Gent en vanaf 2004 directeur van het Human Rights Centre aan dezelfde universiteit en codirecteur van de International Human Rights Academy, een - intussen uitgedoofde - internationale mensenrechtencursus. In september 2020 ging hij met emeritaat.
Doorheen de jaren bleef Vande Lanotte voortdurend actief op wetenschappelijk vlak, was hij promotor van vele scripties en studies, zat hij in de redactie van verscheidene gespecialiseerde tijdschriften en hield hij referaten op colloquia.

### Politieke carrière
Vande Lanotte begon aan een politieke carrière als kabinetschef van minister van Binnenlandse Zaken Louis Tobback, een functie die hij uitoefende van 1988 tot 1991.
In Oostende was hij van 1995 tot 2018 gemeenteraadslid. Bij de gemeenteraadsverkiezingen van 2012 was hij lijstduwer op de sp.a-lijst in Oostende.
In 1991 werd hij voor de SP verkozen in de Kamer van volksvertegenwoordigers, als verkozene voor het arrondissement Veurne-Diksmuide-Oostende. Hij vervulde het mandaat van Kamerlid tot in 2007, van 1995 tot 1998 en van 1999 tot 2005 telkens onderbroken voor de duur van een federaal uitvoerend mandaat. Hij was vervolgens van 2007 tot 2014 rechtstreeks verkozen senator in de Senaat. Van 2009 tot zijn aanstelling als minister in 2011 was hij er fractieleider. Daarna was hij van 2014 tot 2017 opnieuw volksvertegenwoordiger.
Van 1994 tot 1998 was Vande Lanotte minister van Binnenlandse Zaken en Ambtenarenzaken in de regering-Dehaene I en de regering-Dehaene II. In de regering-Dehaene II was hij vanaf 1995 vicepremier. In 1998 nam hij samen met minister van Justitie Stefaan De Clerck ontslag na de ontsnapping van Marc Dutroux. In 1999 keerde hij terug naar de regering en werd hij tot in 2003 vicepremier en minister van Begroting, Maatschappelijke Integratie en Sociale Economie in de regering-Verhofstadt I. Vervolgens was hij van 2003 tot 2005 vicepremier en minister van Begroting en Overheidsbedrijven in de regering-Verhofstadt II. In 2005 nam hij ontslag als minister om partijvoorzitter van de sp.a te worden. Hij bleef dit tot in 2007, wanneer hij ontslag nam na een grote verkiezingsnederlaag bij de federale verkiezingen van 10 juni.
In 2006 werd hij benoemd tot minister van Staat.
Op 21 oktober 2010 werd hij door koning Albert II aangesteld als reanimator om alsnog de federale regeringsformatie nieuw leven in te blazen. Hij kreeg van de vorst een drieledige opdracht mee: het herstellen van het vertrouwen tussen de 7 partijen; op basis van de koninklijke verduidelijker Bart De Wever, de bemiddelaars en de preformateur Elio Di Rupo verschillende hypothesen aangaande de financieringswet testen, teneinde de financiële gevolgen te voorspellen, in samenwerking met de Nationale Bank van België en het Federaal Planbureau; alle andere domeinen behandeld door de 7 onder ogen nemen. Op 24 november stelde hij zijn voorstel voor. 5 van de 7 partijen keurden dit voorstel goed als basis voor nieuwe onderhandelingen. Op 11 januari 2011 werd hij door Koning Albert II gevraagd om samen met Bart De Wever en Elio Di Rupo verder te onderhandelen met de 7 partijen. Op 26 januari 2011 werd duidelijk dat Vande Lanottes bemiddelingspogingen mislukt waren en diende hij zijn ontslag in bij de koning. Dit ontslag werd door de koning aanvaard. Op een persconferentie in de Senaat beschreef Vande Lanotte zijn opdracht met het Engelse spreekwoord: "You can lead a horse to water, you can't make it drink" ("Je kunt paard wel naar water brengen, maar je kunt het niet verplichten te drinken").
Later dat jaar werd hij vicepremier in de regering-Di Rupo. Om die reden gaf hij diverse andere functies op, onder meer het voorzitterschap van Electrawinds, Telenet Oostende, EKO nv en AGHO Oostende. Hij bleef beheerder van het Casino-Kursaal Oostende. Binnen de regering werd hij minister van Economie, Consumenten en Noordzee. In september 2014, terwijl de regering ontslagnemend was, nam hij de bevoegdheden Bestrijding van de Sociale en Fiscale Fraude van staatssecretaris John Crombez over.
In 2015 werd hij door de Oostendse sp.a-afdeling aangeduid als burgemeester van die stad. Hij volgde Jean Vandecasteele op eind augustus dat jaar. Dat jaar werd hij door de Partij van de Europese Sociaaldemocraten aangeduid als leider van de Europese High Level Group over energie, dat van energie een topprioriteit wil maken in Europa.
Nadat hij actiever werd in de Oostendse lokale politiek, verliet Vande Lanotte in januari 2017 de nationale politiek en nam hij dus ontslag uit de Kamer. Annick Lambrecht volgde hem in de Kamer op.
Bij de lokale verkiezingen van 2018 werd hij herkozen als gemeenteraadslid, maar werd er een coalitie zonder sp.a opgezet, zodat Vande Lanotte geen burgemeester kon blijven. Daarom besloot hij zijn mandaat in de gemeenteraad niet op te nemen. Hij ging zich meer toe te leggen op zijn taak aan de UGent en werd tevens tot oktober 2019 onbetaald actief aan de Universiteit Hasselt, waar hij tot oktober 2019 de Francqui Leerstoel aan de Faculteit Rechten bekleedde.
Bij de federale verkiezingen van mei 2019 was hij lijstduwer voor de Kamer, maar hij raakte niet verkozen. Hij kreeg echter wel nog een rol bij de totstandkoming van een nieuwe federale regering: samen met Didier Reynders (MR) werd hij in de week na de verkiezingen door koning Filip gevraagd een rol als informateur op te nemen. Het duo aanvaardde en kreeg als opdracht te zoeken naar de uitdagingen, mogelijkheden en voorwaarden voor het vormen van een nieuwe regering, waarvan werd verwacht dat het door de verkiezingsuitslag moeilijk zou verlopen. Op 7 oktober 2019 liep hun opdracht af.

### Na de politiek
Na het informateurschap zei Vande Lanotte de politiek vaarwel. Hij sloot zich in oktober 2019 als 'senior legal counsel' aan bij het advocatenkantoor van Walter Van Steenbrugge, waar hij zich ging toeleggen op grondwettelijk recht, ondernemingsrecht en mensenrechten. In die hoedanigheid nam hij de verdediging op zich van politica en sociaal onderneemster Sihame El Kaouakibi, die verdacht wordt van fraude.

### Opnieuw lokaal
Bij de gemeenteraadsverkiezingen van oktober 2024 stelde Vande Lanotte zich voor Vooruit kandidaat in Bredene, waar hij in 2023 was komen wonen. Met 464 voorkeurstemmen raakte hij verkozen, maar hij besloot zijn zetel niet op te nemen. Hij werd bij de lokale verkiezingen ook verkozen voor de West-Vlaamse provincieraad. Die zetel nam hij wel op.